# Raed Jarrar
Raed Jarrar (arabe: رائد جرار) est un architecte, blogueur, et militant irakien résidant aux États-Unis. Il est actuellement le consultant irakien pour l'American Friends Service Committee
.
Jarrar a passé son enfance à Bagdad, et son ascendance est d'une part irakienne, de l'autre palestinienne. Il a un diplôme en architecture de l'Université de Jordanie. Pendant ses études à l'université, il rencontre l'étudiant d'architecture qui devient plus tard le blogueur Salam Pax.
Jarrar connaît la renommée pour la première fois quand il est nommé dans le titre du blog Where is Raed? ((en) Où est Raed ?) par Salam Pax, à qui Jarrar lui-même a posté rarement. Ce blog connaît une certaine renommée après l'invasion de l'Irak en 2003.
Jarrar a également fondé Emaar, une ONG qui a réalisé des travaux humanitaires dans le sud de l'Irak.

## Incident de JetBlue

L'inscription « nous ne nous tairons pas » en arabe et anglais.

Le nom de Jarrar réapparaît après un incident qui a lieu le 12 août 2006 à l'Aéroport international John-F.-Kennedy, à New York.
Raed essaye ce jour-là de monter à bord d'un avion en provenance d'Oakland.  Il porte alors un T-shirt noir avec l'inscription « nous ne nous tairons pas » en anglais et arabe.  
Le fabricant du T-shirt est un groupe anti-guerre appelé The Critical Voice (« La Voix critique ») et le texte s'inspire de l'expression allemande « Wir schweigen nicht » ((de) « nous ne nous tairons pas »), slogan de La Rose blanche, le mouvement subversif antifasciste allemand.
Jarrar explique qu'il a été empêché d'accéder à l'avion par quatre officiers, dont l'un lui dit que porter un t-shirt avec l'écriture arabe dans un aéroport maintenant, c'est comme entrer dans une banque avec un T-shirt qui dit « je suis un voleur. »
Après un long échange avec le personnel de l'aéroport, ils persuadent Jarrar de porter un T-shirt acheté pour lui dans une boutique à l'aéroport,.
Le 13 août 2007, l'Union américaine pour les libertés civiles a déposé une plainte contre JetBlue pour discrimination illégale à l'encontre de Jarrar,.